# لغة برمجة فائقة المستوى

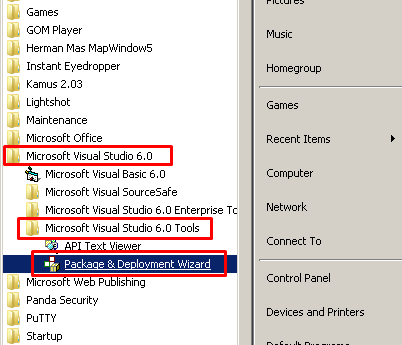
ملفات الغة

لغة البرمجة فائقة المستوى (VHLL) هي لغة برمجة تتسم بتجريد كبير، وتستخدم بشكل أساسي كأداة إنتاجية لدى المبرمج المحترف.
وعادة ما يتم قصر لغات البرمجة فائقة المستوى على تطبيقات معينة أو لغرض معين أو لنوع مهمة معينة. ولهذا السبب، غالبا ما يشار إلى لغات البرمجة فائقة المستوى على أنها لغات برمجة يوجهها هدف.